# جورج إيلييف
جورج إيلييف هو لاعب كرة قدم بلغاري في مركز الوسط، ولد في 23 أكتوبر 1994 في صوفيا في بلغاريا. شارك مع منتخب بلغاريا تحت 17 سنة لكرة القدم ومنتخب بلغاريا تحت 19 سنة لكرة القدم ومنتخب بلغاريا تحت 21 سنة لكرة القدم. أما مع النوادي، فقد لعب مع بولتون واندررز وسلافيا صوفيا ونادي كارلايل يونايتد.

## وصلات خارجية
- جورج إيلييف على موقع الاتحاد الأوربي (الإنجليزية)
- جورج إيلييف على موقع قاعدة بيانات كرة القدم.إي يو (الإنجليزية)
- جورج إيلييف على موقع Soccerbase.com (لاعب) (الإنجليزية)
- جورج إيلييف على موقع Soccerway.com (الإنجليزية)